# Miguel Centeno
Miguel Ángel Centeno Báez, nació un 16 de agosto de 1989 en Toluca, Estado de México. Es Portero de fútbol y militante actualmente del Club Deportivo Toluca  de la primera división de México
se encuentra en préstamo en la liga de desarrollo de México
El "macho" como se le apoda, debutó un sábado 19 de marzo de 2011 cuando el Toluca enfrentó al Cruz azul en un duelo válido por la jornada 11 del clausura 2011, entrando de cambio al minuto 45 ante la polémica expulsión de Alfredo Talavera. Aunque ya había defendido la portería de los diablos en la Concachampions 2010-2011, en partido de ida de semifinal contra Monterrey, partido disputado el 23 de febrero de 2011.  Su primer partido de liga como titular lo disputó un año después, en la jornada 16 del clausura 2012, en partido que el Toluca empató a dos goles frente al Querétaro Fútbol Club en el Estadio Corregidora.
Ha acompañado a selecciones juveniles en distintas giras de preparación, llegando a disputar dos encuentros del pre-mundial sub-20 (con sede en Trinidad y Tobajo) clasificatorio para el Mundial de la categoría en Egipto 2009. Su máximo logro como seleccionado lo vivió en el año 2008, cuando Chucho Ramírez, director técnico interino de la Selección Mexicana, lo convocó a una concentración en el CAR de cara al inicio de la eliminatoria mundialista rumbo a Sudáfrica 2010.